# Лајпхајм
Лајпхајм (њем. Leipheim) град је у њемачкој савезној држави Баварска. Једно је од 34 општинска средишта округа Гинцбург. Према процјени из 2010. у граду је живјело 6.692 становника. Посједује регионалну шифру (AGS) 9774155.

## Географски и демографски подаци
Лајпхајм се налази у савезној држави Баварска у округу Гинцбург. Град се налази на надморској висини од 470 метара. Површина општине износи 32,1 km². У самом граду је, према процјени из 2010. године, живјело 6.692 становника. Просјечна густина становништва износи 208 становника/km².

## Међународна сарадња
| Мјесто | Држава   | Врста сарадње | Од    |
| ------ | -------- | ------------- | ----- |
| Фоњод  | Мађарска | партнерство   | 1993. |
| Извор  |          |               |       |